# Grahame Clark
Sir Grahame Clark (Bromley, 28 luglio 1907 – Cambridge, 12 settembre 1995) è stato un archeologo britannico.
Membro della British Academy (FBA) dal 1950 e Cavaliere dell'Ordine dell'Impero Britannico (KBE), è noto per il suo lavoro sul Mesolitico e le sue teorie sulla paleoeconomia. Ebbe la cattedra Disney in Archeologia all'Università di Cambridge dal 1952 al 1974 e fu a capo del dipartimento di archeologia e antropologia dell'università nel 1956. Fu anche Master (rettore) del collegio Peterhouse dal 1973 al 1980.

## Biografia
Nato a Bromley, ai tempi una cittadina rurale del Kent poco fuori Londra e oggi parte della Greater London, dimostrò fin dall'adolescenza una passione per l'archeologia che esercitava sul campo, guadagnandosi il soprannome di Stones and Bones.
Incoraggiato dai suoi professori a iscriversi all'Università di Cambridge, l'unica nel Regno Unito in cui ai tempi si tenessero corsi sulla preistoria, vi giunse nel 1926. Fu studente al Peterhouse, il più antico college dell'Università, dove svolgerà in seguito la sua intera carriera come membro ed anche rettore.
Il decennio tra il 1928 e il 1938 fu assai importante per l'archeologia, in quanto venivano messi in dubbio vecchi paradigmi ad opera di una nuova generazione di studiosi, ai quali apparteneva appunto Clark.
Già nel 1932 pubblicò un'opera che gli diede rilevanza, The Mesolithic Age in Britain, che seguiva ancora in buona misura i canoni tradizionali, ma nello stesso anno poté formare il Fenland Research Committee. Fu la prima ricerca al mondo in campo preistorico in cui si applicava su larga scala un approccio multidisciplinare, con l'apporto di geologi, botanici, geografi e biologi.
L'attenzione si volgeva con ciò dal mero studio e classificazione dei manufatti preistorici recuperati a quello delle società umane che li avevano prodotti, arrivando più tardi a parallelismi con popolazioni esistenti che si trovavano ancora a uno stadio di evoluzione simile, come in The Stone Age Hunters (1967). L'ecologia degli ambienti in cui le popolazioni preistoriche vivevano iniziava a diventare un elemento considerato essenziale e la teoria della rivoluzione neolitica proposta da Childe trovava nuove validazioni.
Il nuovo approccio diverrà man mano più visibile in opere successive, come The Mesolithic Settlement of Northern Europe del 1935 e via via nelle altre opere che seguiranno. In effetti la seconda guerra mondiale, durante la quale si dedicò anche all'interpretazione delle fotografie aeree per la RAF, costituì un momento di rottura e riflessione, dovuta all'interruzione dei lavori sul campo.
Dal 1949 al 1951 compì un lavoro sul campo rivelatosi fondamentale su un insediamento mesolitico a Star Carr. Nel 1952 pubblicò il pluripremiato Prehistoric Europe: the Economic Basis, che approfondiva il nuovo approccio.
Tra il 1958 e il 1962 fu Presidente dei Proceedings of the Prehistoric Society, cui collaborava da tempo. Diede quindi alle stampe diverse opere di sintesi che ebbero larga diffusione, come World Prehistory - an Outline (1961, riscritto nel 1977) e L'identità dell'uomo (1982).
Oltre alle onorificenze anglosassoni, ricevette la medaglia del Fondo Viking nel 1972 e il Premio Erasmo nel 1990.